# لويس ايمانويل لوبيز
لويس ايمانويل لوبيز (بالإسبانية: Luis Emanuel López)‏ (16 أغسطس 1979 في الأرجنتين - ) هو لاعب كرة قدم أرجنتيني في مركز الوسط.